# Gaston Kaboré
Gaston Kaboré (Bobo-Dioulasso, 23 d'abril de 1951) és un dels cineastes més importants de Burkina Faso. Un cop finalitzats els seus estudis a Ouagadougou (Burkina Faso) i París (França), la seva pel·lícula destacada Wend Kuuni va representar un gran avenç per al cinema africà el 1982.
Combina les seves habilitats com a guionista, director i productor. Ha realitzat nombrosos documentals. El 1997, va rebre el premi del Festival Cinematogràfic Pan-African pel seu drama històric Buud Yam. El 2005, va fundar l'escola de cinema Imagine, que forma els nous directors de cinema a Burkina Faso.
L'any 2009, va formar part del jurat de la Berlinale 2009.

## Biografia

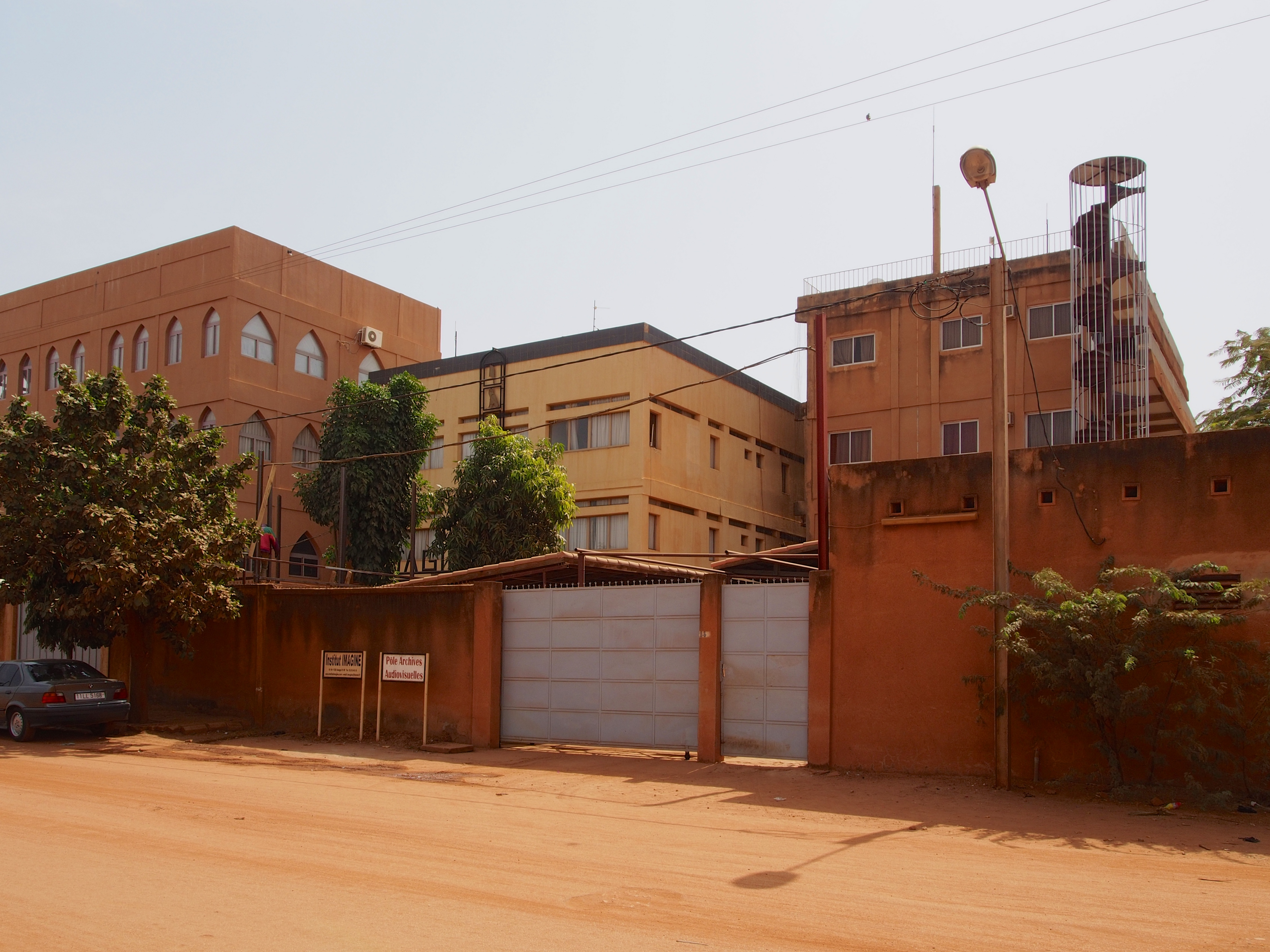
L'institut Imagina a Ouagadougou

EstudiA història a la Universitat de La Sorbona a París, abans de la seva formació en cinema a l'ESEC i exerceix el seu ofici de director de cinema des de 1976. Ha signat la realització de més d'una vintena de films de cinema i de televisió, entre els quals quatre llargmetratges de ficció que han conegut un èxit nacional i internacional rellevant. El seu primer film Wend Kuuni ha estat premiat al món sencer, rebent el César a la millor pel·lícula francòfona a França el 1985, mentre que el seu últim llargmetratge titulat Buud Yam ha rebut l'Étalon de Yennenga en el 15è gran premi del Festival panafricà de cinema i televisió d'Ouagadougou el 1997; i ha format part el mateix any la selecció de la Quinzena dels directors. Paral·lelament a la seva carrera de cineasta, ha dirigit diverses institucions nacionals i internacionals, entre les quals el Centre Nacional del Cinema del Burkina Faso i la Federació Panafricana dels Cineastes.
En febrer 2003, ha fundat Imagina, un institut de formació continua i de perfeccionament dels oficis del cinema i de l'audiovisual. És ensenyant, guionista i director de cinema.
Ha estat membre del jurat a la Mostra de Venècia 1994, al Festival de Canes 1995 i a la Berlinale 2009.

## Filmografia
- Wend Kuuni (1982)
- Zan Boko (1988)
- Rabi (1992)
- Lumière and Company (1995)
- Buud Yam (1997)
- Loup et la cigogne (Le) (2007)
- Afrique vue par... (L') (2009)
- 2000 génération d'Afrique (2009)